# Гаустории грибов

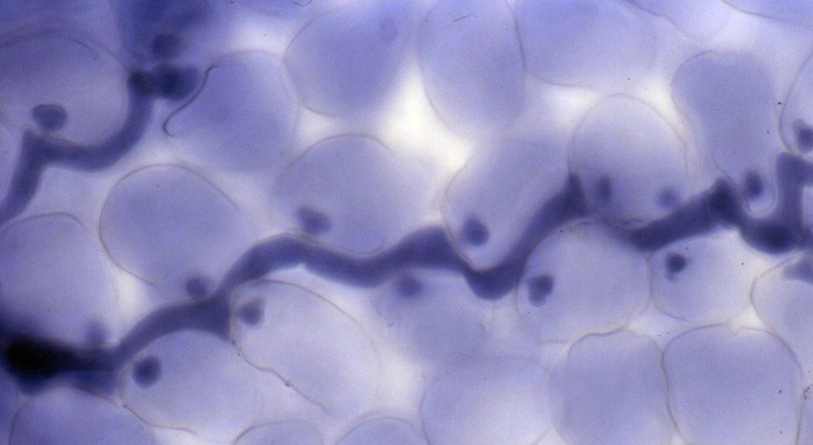
Hyaloperonospora parasitica: гифа с гаусториями

Гаусто́рии — боковые ответвления гиф паразитических грибов, проникающие внутрь клетки-хозяина. Образование гаусторий паразитическими грибами является единственным способом получения грибом питательных веществ, которые всасываются гаусториями из клеток хозяина. Впервые обнаружены немецким фитопатологом А. де Бари. Гаусториями также называются аналогичные образования других организмов, например полупаразитического кустарника омела.
У мучнисторосяных грибов с поверхностным мицелием гаустории развиваются следующим образом: аппрессорий, прикрепляясь к клетке растения-хозяина, выделяет специфические ферменты, разрыхляющие клеточную кутикулу, и через разрушенные участки от основания аппрессориев выходит росток, внедряющийся в полость растительной клетки. В образовавшуюся гаусторию перетекает ядро. У ржавчинных грибов с межклеточным мицелием гаустории являются продолжением вегетативных гиф, которые, проникнув в клетку хозяина, изменяют свой внешний вид.
Для растительной клетки гриб является инородным телом, внедрение которого не проходит бесследно: клетка растения реагирует на присутствие гриба образованием каллозного чехла, препятствующего дальнейшему росту гаустории.
Гаустории состоят из трёх частей: материнской грибной клетки, шейки гаустории — части, пронизывающей клеточную стенку, и собственно гаустории, расположенной внутри клетки хозяина. Иногда из одной материнской клетки может прорастать несколько гаусторий.
В гаусториях, как правило, наблюдается большое число митохондрий и рибосом, хорошо развит эндоплазматический ретикулум, что является показателем того, что в гаустории активно проходят физиологические процессы. От клетки хозяина гаустория обычно отделена инвагинацией (впячиванием) плазмалеммы клетки хозяина. Между клеточной стенкой гаустории и плазмалеммой клетки хозяина образуется аморфный слой (капсула), через который осуществляются все обменные процессы между хозяином и паразитом. В клетке организма-хозяина идут активные процессы синтеза разнообразных веществ, часть которых поступает в гаусторию, а часть идёт на формирование чехла, изолирующего гаусторию от клетки, в которой она находится.
Форма гаусторий бывает разнообразной: они могут быть как булаво- и бобовидными, так и спиральными, лопастными и ленточными, заполняющими всю полость клетки.